# Joug (Mésoamérique)
Pour les articles homonymes, voir Joug (homonymie).
On appelle joug, dans les publications sur la Mésoamérique, pour désigner différents types d'objets en forme de joug :
- un instrument de sacrifice humain, le maquizcoatl, servant à maintenir la tête du sacrifié ;
- une ceinture protégeant la taille des joueurs de jeu de balle.

Ces ceintures ont été produites dans de nombreux sites et ont particulièrement été exportées chez les Totonaques. Elles ont surtout été retrouvées dans le centre et le sud de Veracruz. Les plus anciennes datent du préclassique mais on en a retrouvé jusqu'au postclassique. 
Ces jougs, en pierre, faisaient environ 40 centimètres et avaient une forme de fer à cheval ou étaient 
ovoïdes. Ils étaient décorés de gravures adaptées à leur forme peu ordinaire : volutes à doubles contours et des motifs figuratifs en lien avec la terre et la nuit (crapaud, félin, chouette). Certains ont même été ornés d'un visage dans la partie centrale. 
Ces jougs étaient complétés par des haches ou des palmes servant à renvoyer la balle en caoutchouc lors du jeu de balle. C'est un élément très plat, également en pierre, pouvant représenter un animal ou un visage humain. Les palmes, plus tardives, présentaient une forme plus haute et plus évasée au sommet.  